# Rivière Wahoo
Pour les articles homonymes, voir Wahoo.
La rivière Wahoo est un affluent de la rive nord de la rivière Bélinge, coulant au nord du fleuve Saint-Laurent, dans le territoire non organisé Lac-Lenôtre, dans la municipalité régionale de comté (MRC) de La Vallée-de-la-Gatineau, dans la région administrative de l’Outaouais, au Québec, au Canada.
Ce cours d’eau coule entièrement dans une petite vallée en zone forestière, sans constructions humaines.
La surface de la rivière Wahoo est généralement gelée du début décembre jusqu’au début d'avril.

## Géographie
La rivière Wahoo prend sa source à l’embouchure d’un lac sans nom (longueur : 0,3 km ; altitude : 421 m), dans le territoire non organisé de Lac-Lenôtre. Ce lac est situé au nord-est du réservoir Cabonga, au nord du réservoir Baskatong et au sud-ouest du réservoir Gouin.
L’embouchure du lac de tête est située à 19,9 km au nord-est de la confluence de la rivière Wahoo, à 122 km au nord-ouest du centre du village de Mont-Laurier, et à 148 km au sud-est du centre-ville de Val-D’Or.
À partir de l’embouchure du lac de tête, la rivière Wahoo coule sur 31,6 km, selon les segments suivants :
- 7,1 km vers le sud-ouest en traversant un lac sans nom (longueur : 1,5 km ; altitude : 387 m) sur sa pleine longueur, jusqu’au barrage à son embouchure ;
- 5,1 km vers le sud, en traversant le lac Wabo (longueur : 3,6 km ; altitude : 383 m) sur 3,2 km, jusqu’au barrage à son embouchure ;
- 3,9 km vers le sud, en traversant le lac Wahoo (longueur : 4,4 km ; altitude : 373 m) sur 2,9 km, jusqu’au barrage à son embouchure ;
- 1,9 km vers le sud, en traversant le lac sans nom (longueur : 2,2 km ; altitude : 369 m) sur 1,2 km, jusqu’au barrage à son embouchure ;
- 3,3 km vers le sud, en traversant trois plans d’eau interreliés dont le lac Boss (altitude : 369 m), jusqu’à son embouchure ;
- 6,8 km vers le sud-est, jusqu’à la décharge du lac Nome ;
- 3,5 km vers le sud, jusqu’à la confluence de la rivière[2].

La rivière Wahoo se déverse dans un coude de rivière sur la rive nord de la rivière Bélinge. Cette confluence est située à :
- 0,3 km au nord-est de la limite du canton d’Aux ;
- 21,9 km au nord-est du barrage Cabonga ;
- 150 km au sud-est du centre-ville de Val d’Or.

## Toponymie
Le toponyme rivière Wahoo a été officialisé le 5 décembre 1968 à la Commission de toponymie du Québec.